# 박선호 (연출가)
박선호는 대한민국의 텔레비전 드라마 연출감독이다.

## 드라마
- 2015년 SBS 2부작 추석특집극 《나의 판타스틱한 장례식》 ... 연출
- 2017년 SBS 드라마 스페셜 《수상한 파트너》 ... 공동연출
- 2018년 SBS 월화 미니시리즈 《기름진 멜로》 ... 공동연출
- 2022년 SBS 월화 미니시리즈 《사내 맞선》 ... 연출
- 2024년 ENA & Genie 월화 미니시리즈 《취하는 로맨스》 ... 연출